# Derby d'Italia
Derby d'Italia, ungefär italienska derbyt, är matcherna mellan de italienska fotbollslagen FC Internazionale Milano och Juventus FC. Uttrycket myntades år 1967 av sportjournalisten Gianni Brera. Derbyt spelas två gånger per år i Serie A, om båda lagen spelar där, men även i andra sammanhang, till exempel nationella eller internationella cuper. Då uttrycket introducerade hade inget av lagen spelat i en lägre division än Serie A, Juventus spelade för första gången i Serie B säsongen 2006/2007 efter Serie A-skandalen 2006.
Matcherna mellan de två lagen är ett av de mest intensiva derbyna i Italien mellan lag som inte är från samma stad, Inter är från Milano och Juventus från Turin. De båda lagen är de lag som gjort flest mål i Serie A genom tiderna.

## Statistik
Statistik från 22 mars 2008.
| Sammanhang           | Antal matcher | Juventusvinster | Oavgjorda | Intervinster | Juventusmål | Intermål |
| Serie A              | 150           | 71              | 37        | 42           | 220         | 181      |
| Campionato Federale  | 27            | 8               | 7         | 12           | 36          | 46       |
| Campionato di Guerra | 2             | 1               | 0         | 1            | 2           | 2        |
| Coppa Italia         | 28            | 13              | 7         | 8            | 44          | 33       |
| Supercoppa d’Italia  | 1             | 0               | 0         | 1            | 0           | 1        |
| Totalt               | 208           | 93              | 51        | 64           | 305         | 263      |